# Kay Gardner
Pour les articles homonymes, voir Gardner.
Kay Gardner, née le 8 février 1941 à New York et morte le 28 août 2002 à Bangor (Maine), également connue sous le nom de Cosmos Wonder-Child est une musicienne, compositrice, autrice et prêtresse dianique connue pour son utilisation de la musique à des fins créatives et curatives. Elle est très active dans la promotion du travail des musiciennes contemporaines et une pionnière de women's music.

## Biographie
Née à Freeport, New York, le 8 février 1941, Kay Gardner écrit et interprète sa première composition pour piano à l'âge de quatre ans. À l'âge de huit ans, elle commence à apprendre à jouer de la flûte. Elle acquiert par la suite une expérience d'interprétation en musique de chambre, orchestrale et vocale. Kay Gardner compose des œuvres pour flûte, piano, ensemble de chambre, orchestre et chœur. Elle est considérée comme l'une des fondatrices de la women's music. Elle poursuit le Bangor Symphony Orchestra pour discrimination sexuelle. En effet, lors de leur recherche d'un nouveau directeur musical, ils ont demandé aux membres de l'orchestre s'ils pouvaient « tolérer une femme » comme chef d'orchestre.
Elle lance sa propre maison de disques indépendante, Even Keel Records, et produit 17 albums - à la fois de sa propre musique et du travail d'autres musiciennes. En 1974, Kay Gardner et Alix Dobkin enregistrent et produisent un album distribué à l'échelle nationale avec des paroles explicitement lesbiennes-féministes (Lavender Jane Loves Women, Women's Wax Works). Avec son premier enregistrement, Mooncircles (avec Meg Christian (en)), sorti en 1975, elle devient pionnière dans le domaine de la guérison par le son. Son livre publié en 1990 Sounding the Inner Landscape: Music as Medicine est ensuite utilisé dans les écoles de médecine. Elle est initiée au Dianisme  par Z. Budapest en 1975. En 1977, Kay Gardner écrit sa première pièce pour orchestre (Rain Forest).Elle dirige son premier orchestre l'année suivante au National Women's Music Festival à Champaign-Urbana, Illinois, en présence d'Antonia Brico.
Entre 1976 et 1984, Kay Gardner travaille sur A Rainbow Path, une composition musicale conçue pour la méditation sur les huit centres énergétiques, ou chakras, de l'organisme humain. Elle en dirige une production d'orchestre de musique féminine en 1988 au National Women's Music Festival. Kay Gardner cofonde également le New England Women's Symphony. En 1980, elle  aide à produire un enregistrement d'une performance de la New England Women's Symphony interprétant de la musique par des compositrices et dirigée par plusieurs femmes. L'album est produit et distribué par Galaxia Records. Entre 1992 et 1994, elle écrit Ouroboros: Seasons of Life—Women's Passages (en), un oratorio néopaïen. Il est produit par Ladyslipper Records et enregistré par un groupe entièrement féminin pour le National Women's Music Festival de 1994. Ouroboros: Seasons of Life dépeint musicalement le cycle de vie d'une femme de la naissance à la mort en utilisant des symboles et des images Neopagan. Les aspects Triple Déesse de Maiden, Mother et Crone sont mis en évidence, tout comme les quatre saisons et les jours fériés Neopagan[réf. nécessaire].
Gardner est aussi directrice de chorale, personnalité de la radio, prêtresse de la spiritualité féminine et rédactrice pour HOT WIRE: The Journal of Women's Music and Culture. On lui attribue la vision de la salle Acoustic Stage au Michigan Womyn's Music Festival (avec la violoncelliste Rachel Alexander), ainsi que la fondation et la direction du cercle de chant sacré Women With Wings. Elle reçoit le prix Maryanne Hartmann en 1995 et un doctorat honorifique en beaux-arts de l'Université du Maine,. Elle décède d'une crise cardiaque le 28 août 2002.

## Œuvres

### Musique de chambre
- Romance
- Touching Souls
- Crystal Bells (1976)
- Lunamuse (on Beethoven's Moonlight Sonata)
- Mooncircles (1975, Urana Records/Wise Women Enterprises, distributed by Olivia Records)
- Prayer to Aphrodite
- Atlantis Rising
- The Rising Sun: Variations on an American Blues Theme
- The Seasons
- Winter Night, Gibbous Moon: Saga for Eleven Flutes
- Vocalise (on Bach's Prelude in C-minor)
- Earth Shadows for Bassoon & Chamber Ensemble
- Viriditas
- North Coast Nights
- Rondo
- Sailing Song
- Women at the Lakeside
- A Rainbow Path (Ladyslipper Records, 1984)

### Œuvres orchestrales
- Lament for the Thousands (2001)
- Century March
- Rainforest (1978, for chamber orchestra; recorded by the Bournemouth Sinfonietta, Leonarda Records)
- The Rising Sun: Variations on an American Blues Theme (1981)
- Night Chant (1979)
- Prayer to Aphrodite
- The Greenwood
- Quiet Harbor
- Women's Orchestral Works performed by the New England Women's Symphony (produced and distributed by Galaxia Records)

### Oratorio et Opéra
- Ouroboros: Seasons of Life--Women's Passages (texte : Charlie Hutchins et Ila Suzanne)
- Ladies' Voices: A Short, Short Opera (texte: Gertrude Stein)

### Œuvres Chorales (Chœur Mixte)
- Aquarian Anthem (text: Kay Gardner)
- Time is But the Stream... (text: Henry David Thoreau)
- Stopping By Woods (text: Robert Frost)
- Beloved Presence (text: Mohammed Hafiz)
- Three Sumerian Hymns (for chorus & large ensemble)
- Affirmation: A Benediction (text: The Upanishads)
- Mary Had a Baby (Traditional Spiritual)
- The Banshee Song (text: Kay Gardner)
- Lucina's Light: A Yuletide Pageant/Cantata (Women's Chorus)
- When We Made the Music (text: Kay Gardner)
- The Rootwomen (text: J. Goldspinner)
- A Creed for Free Women (text: Elsa Gidlow)
- Dancing (text: Susan Griffin)
- Song of the Dying Amazon (text: Shirley Tannenbaum)
- The Spider and the Fly (text: Mary Howitt)
- Charge of the Star Goddess (text: Traditional)

### Œuvres instrumentales solo
- A River Sings (pour violoncelle seul)
- The Elusive White Roebuck (pour cor et piano)
- Moonflow (sur la Sonate au clair de lune de Beethoven ; pour flûte et piano)
- Innermoods (pour flûte et guitare)
- Seven Modal Improvisations  (piano avec n'importe quel instrument)
- Mariachi (pour marimba)
- Travelin' (pour guitare)
- Thou Little Tiny Child (arrangement pour piano de The Coventry Carol)

### Œuvres vocales solo
- Mother's Evening Prayer  (texte : Mary Baker Eddy)
- On Marriage (texte : Kahlil Gibran)
- Fragments (texte : Hsin Ping )
- Mindful of You (texte : Edna St. Vincent Millay)
- Three Mother Songs
- Two Sapphic Songs (texte : Elsa Gidlow)
- Wise Woman
- Beautiful Friend
- Changing

### Avec Lavander Jane
- Lavender Jane Loves Women (1973, avec Alix Dobkin et Patches Attom)

### Œuvres écrites
- Music as Medicine: The Art & Science of Healing With Sound (série de conférences de 9 heures sur bande; Sounds True)
- Sounding the Inner Landscape: Music as Medicine  (1990, (ISBN 9780962720031) )